# Тиквешки устанак
Тиквешки устанак (буг. Тиквешко въстание, мкд. Тиквешко востание) је назив за устанак у организацији официра војске Краљевине Бугарске и ВМРО који је подигнут 15. јуна 1913. године (или 19. јуна 1913.) на територији места Кавадарци, Неготино и Ваташа у саставу Краљевине Србије (данас Северна Македонија. Овај устанак је брзо угушен и том приликом је страдало 363 бугарских побуњеника.

## Позадина догађаја
Слабљење Османског царства и јачање националних покрета на Балкану су почев од друге половине 19. века довели до сукоба и безакоња на територији области Македонија која је до 1912. године и Првог балканског рата била у саставу Османског царства. Починиоци насиља су били најчешће припадници разних етничких паравојних јединица (качаци, комити ВМРО, четници, андарти, башибозук....), војска или жандармерија Османског царства а понекад и становништво. Разни покушаји да се безакоње и насиље спрече, попут Мирцштегских реформи, нису уродили плодом. Неуспех реформи и одустајање власти Османског царства од реформи најављених Младотурском револуцијом које је резултирало поновним претварањем хришћанског становништва у грађане другог реда су били неки од бројних узрока за избијање Првог балканског рата.
У Првом балканском рату су балкански савезници веома брзо ослободили највећи део балканских вилајета Османског царства. Лондонским уговором о миру потписаним 30. маја 1913. окупиране територије су потписивањем уговора о миру са Османским царством подељене између чланица балканског савеза уз формирање Кнежевине Албаније практично под међународним протекторатом. Бугарска није била задовољна поделом освојених територија тако да је убрзо по потписивању Лондонског мира Бугарска започела Други балкански рат.
Поразом Османског царства су на територији Македоније (као и сваки пут у Македонији током 19. и 20. века када би дошло до избијања оружаних сукоба) почели обрачуни становника, овог пута хришћана са муслиманским становништвом које је било масовно убијано. Убиства су вршиле комите уз подршку хришћанског становништва. Становници Македоније исламске вероисповести су убијани најчешће у својим кућама, које су затим биле опљачкане и спаљиване. Села у Тиквешком региону као што су Раткин Дол, Брестот и Грнчарските Дупки су била препуна лешева убијених муслимана. Неки од ликвидираних муслимана су били сматрани злочинцима па им је било импровизовано суђење и ликвидација. По пресуди оваквих преких судова убијени су Смаил-хоџа. Ашим Муртези и Азис Саачиев. У селу Бохула је био формиран преки суд састављен од војника Краљевине Србије, полиције, комита ВМРО и хришћанских становника села. Направљен је био списак од 38 муслимана за које су постојале сумње да су вршили злочине према хришћанима. Онима који су били ухваћени судио је преки суд. Тучени су штаповима пред окупљеним становницима а затим су двојица по двојица одвођени и убијани у селу Крвнина. Неколико муслиманки су насилно покрштене и удате.

## Повод за устанак
Повод за устанак је било наводно насиље које су над свештеницима и учитељима Бугарске егзархије а понекад и локалним становништвом вршиле војне и цивилне власти Краљевине Србије у Тиквешком региону. Наводи се да су представници нове власти истерали све свештенике Бугарске егзархије из цркава и учитеље из школа и на њихово место вратили свештенике и учитеље српске националности. Они који су желели да задрже своја дотадашња радна места требало је да иду у Београд на курс српског језика.
Када је реч о насиљу над локалним становништвом, углавном се наводе детаљи о насиљу које је уследило приликом гушења устанка. Убијен је један младић (Александар Видов) који је одречно одговорио на питање да ли се декларише као Србин по националности. Поручник војске Краљевине Србије Милан Крековић је силовао младу невесту Марију Тодорову два дана после њене удаје. Била је убијена и Наса Пинџурова, мајка Димитра Пинџуровог, једног од вођа Тиквешког устанка. Жарко Илиев из Ваташе и многи други становници Тиквешког региона су претучени.

## Ток устанка

### Организација комита ВМРО под командом официра војске Краљевине Бугарске
Сви устаници и чланови њиховог командног штаба су били чланови ВМРО. Организатори устанка, углавном некадашње војводе из доба Илинденског устанка, су планирали да изведу синхронизовани напад на војску Краљевине Србије у сарадњи са војском Краљевине Бугарске. Вођа комита ВМРО током устанка је био војвода војске Краљевине Бугарске Христо Чернопејев. За чланове Главног штаба устаника су били постављени Тодор Камчев и Пано Измирлиев. Због тога што су припреме за устанак откривене ВМРО је започео оружане акције пре договореног рока. Током устанка су биле формиране две велике групе наоружаних устаника. Једну је предводио Дончо Лазаров а другу Мише Шкартов.

### Оружана дејства и злочини устаника над муслиманима
Први напад је изведен на представнике војске Краљевине Србије који су се налазили у месту Неготино. Устаници су протерали представнике и малобројне војнике војске Краљевине Србије из града Неготино, а убрзо и из Кавадараца и Ваташе. Забележени су примери, као у селу Тремник, да је локално становништво исламске вероисповести почело да бежи за војском Краљевине Србије. Упркос инструкцијама да ове муслиманске избеглице треба да буду поштеђене, које је дао Христо Чернопејев, официр војске Краљевине Бугарске који је био један од вођа Тиквешког устанка, комите ВМРО су поубијале све избегле муслимане из села Тремник. Дончо Лазаров је водећи своју чету састављену од становника села Ваташа и Моклиште извршио злочин над 16 муслимана из села Бунарче, које је ухватио и затворио у Мехмедбегову кулу коју је затим спалио.
Због злочина који су били вршени над цивилним становништвом постојали су примери насеља у којима су хришћани и муслимани организовали заједничке сеоске страже како би се заједно лакше заштитили.
Војвода Чернопејев је био сведок масакрирања становника Тиквешког региона исламске вероисповести и пљачкања њихове имовине. Упркос томе што је покушао да пуцњима у ваздух и директним командама спречи злочине, није успео у томе. Убијени муслимани нису сахрањивани па је Неготино прекрио смрад лешева што је допринело ширењу разних заразних болести.
После злочина над муслиманима извршеним у градовима, талас насиља се прелио и на села. Десетине муслимана су убијене у селима Бистренци, Горњи Промет, Прждево, Бесвица....

### Гушење устанка
Убрзо су јединице под командом Јаје-аге и Јована Бабунског угушиле устанак седам дана после његовог избијања. Због изостанка војне помоћи бугарске војске која се налазила са друге стране реке Вардар, око 200 устаника су били препуштени сами себи и нису били у стању да пруже озбиљан отпор. Током акција гушења устанка је убијено 545 људи а спаљено и уништено више од 600 кућа, највише у Неготину а затим и у Кавадарцима и Ваташи.

## Бугарска провокација или народни устанак?
Постоје две групе ставова поводом Тиквешког устанка.
Једна група је заснована на пробугарском карактеру организације ВМРО и овај устанак сматра бугарском врховистичком провокацијом извршеном у оквиру припрема за Други балкански рат. Основ за овакве ставове је то што су сви учесници у устанку били чланови пробугарске ВМРО (судјеловали су и сами официри Бугарске војске који су били у комитским четама), што је устанак требало да буде синхронизована са бугарском војском, али је због откривања припрема за устанак он избио пре предвиђеног термина. Ова група ставова је била преовладавајућа све до формирања независне Северне Македоније 1991. године. Постоје и данас бројна удружења грађана из Тиквешког региона (Искон, Неготински круг, Млади потенцијали, Фебус, Детски парламент, Ековита, Светлина, Демократска жена и Будење) која упркос политичкој подршци другачијим тумачењима ових догађаја, наводе о Тиквешком устанку сматрају пробугарским фалсификатом и бугарском пропагандом. Македонски војни историчар Ванче Стојчев је један од оних који сматрају да је устанак био исцениран од стране пробугарски настројених припадника ВМРО који су у историји познати као поборници припајања Македоније Бугарској и да је устанак имао за циљ да се изманипулише македонским народом циљу остварења овог циља.
Друга група ставова је заснована на претпоставкама да је овај устанак био оправдана побуна народа који су наводно злостављале српске власти. У оквиру бугарске историографије постоје такве интерпретације устанка које га третирају као устанак македонских Бугара против српских, наводно, окупационих власти.
Постоје народне песме посвећене вођама Тиквешког устанка, Димитру Пиџурову и Мишету Шкартову. Заставе из доба Илинденског устанка су устаници поставили у центру Кавадараца после протеривања војске Краљевине Србије из овог града. Ове заставе су уништене у бомбардовању Београда 6. априла 1941. године које је током Другог светског рата извршило ратно ваздухопловство држава чланица сила Осовине.

## Истрага о злочинима
Ради испитивања злочина почињених током Балканских ратова Карнегијева задужбина за међународни мир је формирала посебну комисију која је 1913. послата на Балкан. Чланови ове комисије су посетили Тиквешки регион и констатовали да су извештаји о 545 убијених људи потценили број убијених који су чланови комисије проценили на преко хиљаду убијених особа.